# Egg (Automobilhersteller)
Egg war ein Schweizer Hersteller von Automobilen.

## Unternehmensgeschichte
Rudolf Egg, der zuvor Egg & Egli leitete, gründete 1914 in Zürich das Unternehmen zur Produktion von Automobilen. Die Produktion fand mit Hilfe von Fritz Moser von Moteurs Moser statt. Der Markenname lautete Egg. 1919 endete die Vermarktung als Egg. Die Seebacher Maschinenbau AG übernahm die Produktion.

## Fahrzeuge
Es gab nur ein Modell. Rudolf Egg hatte das Fahrzeug selbst entworfen. Ein Vierzylindermotor mit seitlichen Ventilen und 980 cm³ Hubraum von Zedel trieb den Wagen an. Das Getriebe war an der Hinterachse montiert. Die Kraft übertrug eine Kardanwelle. Im Angebot waren zwei- und viersitzige Ausführungen.
Ein Fahrzeug existiert heute noch.